# Burtinle
Burtinle (somali:  Burtiinle) é uma das cidades que mais crescem[carece de fontes?] em Nugaal, região da Somália. Atualmente, Burtinle está localizada na Puntlândia, um Estado auto-proclamado autônomo que surgiu na Somália em 5 de maio de 1998. Está situada entre Gaalkacyo e Garoowe, próxima da fronteira com a Etiópia e em 2006 possuía uma população em torno de quarenta mil habitantes.